# Säkerhetsprogram
Ett säkerhetsprogram är en typ av systemverktyg till en dator eller ett datornätverk, vars uppgift är att systemet säkert, till exempel genom att skydda mot skadlig programkod. Exempel på säkerhetsprogram är antispionprogram, antivirusprogram och brandväggar.